# 加布里埃尔·斯劳特
加布里埃尔·斯劳特（英語：Gabriel Slaughter，1767年12月12日—1830年9月19日），是第七任肯塔基州州长，也是在任州长去世后第一个替补登上该职位的人。他的家人在他很小时即从弗吉尼亚州迁居至肯塔基州。他成为肯塔基州民兵的一员，在其全部政治生涯中都保持服役状态。他因在新奥尔良战役中表现优异而获得州议会的嘉奖。
在州议会工作十年后，斯劳特当选为第四任副州长，在查尔斯·斯科特手下任职。随着1812年战争的临近，在他的任期结束时，斯莱克竞选州长，反对艾萨克·谢尔比，后者为该州的首任州长及著名军事将领；谢尔比以绝对优势痛击了斯劳特。四年后，乔治·麦迪逊与斯劳特搭档，并当选肯塔基州正副州长。
麦迪逊在任期内不久即去世，斯劳特担任代理州长。当他试图宣誓就任州长时，因他任用約翰·波普取代谢尔比的女婿出任州务卿时，民众开始对他表达反对情绪。波普在肯塔基州是一位不受欢迎的人物，在他被任命后，州议会中的一些议员开始呼吁举行州长特别选举，以取代斯劳特。这项议案终未能通过，但斯劳特始终无法摆脱“代理州长”的称号。在离任州长后，斯劳特成为浸礼会的平信徒牧师，并担任乔治城学院的第一届董事会成员。1830年9月19日他因病去世，葬于家族墓地。

## 早期生涯
1767年12月12日，加布里埃尔·斯劳特出生于弗吉尼亚殖民地的库尔佩珀，是罗伯特·斯劳特和苏珊娜·斯劳特之子。他在县立学校接受教育，当过农民。1786年，加布里埃尔·斯劳特与表妹莎拉·斯劳特结婚，夫妻俩有两个女儿玛丽·斯劳特和苏珊·斯劳特。
早在1776年，加布里埃尔之父即到访过肯塔基州，1789年决定永久地搬到了默瑟县。1791年9月，加布里埃尔卖掉了他在弗吉尼亚州的土地，和家人跟随父亲来到了肯塔基州。他以慷慨著称，他把通往列克星敦的收费道路上的大宅子用于旅客居住，此宅也因此被人称为“旅行者之家”（Wayfarer's Rest）。在这些旅客中即有后来的的副州长罗伯特·B·迈克菲。然而，在他到达肯塔基州后不久，他的妻子萨拉就去世了，留下斯劳特独自照顾他的两个女儿。
1795年，斯劳特被州长艾萨克·谢尔比任命为默瑟县的治安法官。同年，他还被任命为默瑟县的一个地区税务专员。1797年，在回访弗吉尼亚州时，斯劳特与第二任妻子萨拉·霍德（Sara Hord）结婚。夫妻俩回到默瑟县的家中，在那里他们有三个孩子（John Hord Slaughter, Frances Ann Hord Slaughter, Felix Grundy Slaughter）。

## 进入政界
斯劳特的政治生涯正式开始于1797年，他代表默瑟县竞选肯塔基州众议院议员并成功当选。进入议会后，他被任命为登记委员会（the Committee on Enrollments）成员。据推测他很可能担任了主席，因为他曾向大会提交了委员会报告。尚不清楚他是否在1798年谋求连任，也不清楚他是否在那一年竞选中失败。无论如何，他出任了新成立的哈罗兹堡学院（Harrodsburg Academy）的受托人，填补了自己在立法上的空白。1799年，他再次当选为州议员。除登记委员会外，他还在特权和选举委员会（the Committee on Privileges and Elections）和一个联合委员会任职，该委员会负责报告审计局、财务局和注册局的状况。记录显示，1799年11月25日众议院召开全体委员会会议时，他还担任主席。
1800年，斯劳特再次当选为州众议院议员。1801年至1808年，他在肯塔基州参议院任职。1801年，他被选为默瑟县三名专员之一，负责出售肯塔基河公司的股票，该公司的特许经营是为了清除肯塔基河从河口到南叉口的障碍物。1804年，他成为了肯塔基州参议院临时议长的候选人，因为当时参议院议长、副州长约翰·考德威尔去世了。然而最终，托马斯·波西证明自己是更受欢迎的选择。1807年到1808年，斯劳特继续担任了肯塔基州参议院提案和申诉委员会主席（chair of the Senate Committee of Propositions and Grievances）。
1808年，斯劳特当选肯塔基州副州长。在一次四人竞选中，他的得票数是他最接近的对手的三倍多。他在查尔斯·斯科特州长的四年任期内政绩平平。虽然确切日期不详，但很可能是在斯劳特当选副州长之前，他的第二任妻子就去世了。1811年10月3日，他与第三任妻子伊丽莎白·罗德斯（Elizabeth (Thompson) Rodes）结婚，她是来自斯科特县的一位寡妇。
由于《肯塔基州宪法》禁止斯劳特继任副州长，斯劳特于1812年竞选肯塔基州州长。然而，即将到来的与英国的战争吸引了前州长艾萨克·谢尔比参加竞选。尽管谢尔比的人气很高，但斯劳特拒绝退出竞选，最终结果是谢尔比以超过2比1的优势击败斯劳特。竞选失利后，斯劳特中断了两年的公共生活，回到位于默瑟县的自家庄园里从事农业生产。

## 军队任职
1803年12月24日，斯劳特被任命为肯塔基民兵第五团（the Fifth Regiment of the Kentucky militia）的中校。他于1802年晋升为少校，1803年晋升为上校。1814年，为响应州长艾萨克·谢尔比的号召，他自愿参加安德鲁·杰克逊将军麾下的西南军。
当军需官没有把承诺的补给品送到斯劳特团时，他不得不利用私人资金购买船只，供军队沿密西西比河而下。他们也缺少武器，但仍于1815年1月4日到达新奥尔良。抵达后，杰克逊将军在他的正式报告中指出：“每十个人中连一个都没有精良装备，每三个人中只有一个有武器。”新奥尔良市民提供了足够的武器，以装备斯劳特的其余士兵和另一个肯塔基营。尽管英军在人数占据绝对优势上，杰克逊仍然率部坚守，并取得了胜利。来自肯塔基州和田纳西州的部队，包括斯劳特的团，在英军的进攻中首当其冲。斯劳特后来也因此战功，受到了州议会的表彰。
在服役期间后，杰克逊要求斯劳特主持一次军事法庭。当判决结果不令杰克逊满意时，他命令斯劳特重新考虑、并推翻这一决定。斯劳特对此表示拒绝：“我知道自己的职责，而且已经履行了职责。”对此杰克逊非常尊重，显然此事并没有伤害他和斯劳特之间的信任与尊重。

## 执掌肯塔基州
1816年，斯劳特再次参加竞选，并当选为副州长。而乔治·麦迪逊因战功卓越，无可异议地当选了州长。新政府运行不久，1816年10月14日麦迪逊在任内去世，斯劳特依律担任州长。这是肯塔基州首次出现在任州长于任上去世，因此有人质疑斯劳特登顶州长的合法性。
麦迪逊州长去世后，州务卿查尔斯·斯图尔特·托德提出，一旦斯劳特愿意任命其他人担任这一职务，他就会辞职。这封信并不是明确的辞职，因为托德此前曾强调，如果州长选择挽留他，他打算与斯劳特合作。然而，斯劳特确实用前参议员約翰·波普取代了托德，这显然是一种政治恩惠。这一决定对于斯劳特的政治生涯而言是具有灾难性的：托德是两任州长谢尔比的女婿，并在州内广受欢迎非常受欢迎；相比之下，波普因为在美国参议院投票反对在1812年战争中宣战而广受诟病。
此项任命遭到了州内报纸以及一些当地士绅的抨击（其中包括后来的州长詹姆斯·特纳·莫尔黑德 (肯塔基州政治人物)）。然而斯劳特紧接着又做出了另一个广受诟病的决定：任命马丁·D·哈丁，一位令当地民众反感的联邦党人，来填补威廉·T·巴里的参议院席位。尽管如此，1816年12月召开的参议院会议时，大会还是最终确认了这一任命。但是这两项任命，使得斯劳特在许多肯塔基人心目中的声望跌入了谷底。随后，政府选派的候选人约翰·阿代尔在肯塔基州议会上被约翰·J·克里滕登击败。
1817年1月27日，以约翰·C·布雷肯里奇为首的肯塔基州众议院一派提出了一项法案，称根据《肯塔基州宪法》，副州长只能临时继任州长职务，真正的继任人选需要通过新的州长选举选出。并呼吁要求进行州长选举，以“填补麦迪逊州长去世后的空缺”，但法案仍然未能通过。1817年的立法选举表明，民众授权举行州长特别选举，肯塔基州众议院以56-30票通过了一项要求进行这种选举的法案，但该法案在州参议院中夭折。众议院还谴责了斯劳特和波普未能要求州财政官要求进行适当的担保和宣誓。
反对力量摧毁了很多斯劳特的提议，无论该提议有何优点。他曾提议建立一个全面的公立学校系统，尽管这个想法前几任州长也都提出过，但斯劳特还是设计了一个资助方案。充满敌意的立法机构拒绝了这一计划，并推翻了斯劳特此前允许个别学校以抽签方式获得支持的法案。斯劳特还提议改革刑罚制度，并建议进行政府内部改进，包括筹建州立图书馆。这些措施均遭到了否决。
1819年大恐慌使斯劳特的州长治理更加复杂困难，他在任期的大部分时间里都在努力稳定该州的经济。当时政治家一般分为赞成有利于债务人的措施（称为“救济”立场或救济派）和坚持及时向债权人付款措施（称为 "反救济”立场或反救济派）。1819年12月16日，众议院通过了一项法律，要求暂停收债6个月，斯劳特作为反救济派否决了该法案。但由于前一年秋选举，救济党议员在众议院中占据了绝大多数，于是推翻了斯劳特的否决。1820年2月，州众议院通过了一项更为宽松的中止收债法：如果债权人愿意接受肯塔基银行贬值的票据付款，则在一年内阻止收债；如果债权人要求用实物或以实物为担保的票据付款，则在两年内阻止收债。这些行动为后来的旧法院-新法院之争埋下了祸根。虽然斯劳特在州一级与州众议院就解决危机的可行方案发生冲突，但他在国家层面中仍采取了强有力的州权政策。他对美国第二银行的合宪性和最高法院关于各州不能对银行分行征税的裁决提出了质疑。

## 晚年生涯
在离任州长职位后，斯劳特于1821年竞选肯塔基州参议员，但遭到失败。1823年，他再次当选为州众议院议员，并连任一届。在这届任期内，他继续支持改善教育的措施。他要求国会援助该州的聋哑学校，并反对将专门用于该州“神学院”的罚款和罚金转入州财政。他还被任命为一个联合委员会的成员，调查特兰西瓦尼亚大学使用州拨款的情况。
在从事政治生涯的同时，斯洛特在教会事务中开始发挥领导作用。他从小接受英格兰教会传统，但很快就与肖尼润（Shawnee Run）的浸礼会教众打成一片。他作为这个会众的使者，在三十多年的时间里，一直在与这个会众有联系的各种协会中任职，其中包括南区协会（South District Association）。斯洛特在1808年和1809年该机构的年会上担任书记员，后来又担任了九年的主持人。1813年，他帮助创立了肯塔基圣经协会（Kentucky Bible Society）。
在离开众议院后，他成为一名浸信会牧师。1829年，他被任命为肯塔基州乔治敦学院的第一届董事会成员。1830年9月19日，他因病去世，被安葬于默瑟县的家族墓地。

### 传记
- Dorman, John Frederick. . The Filson Club History Quarterly. October 1966, 40: 338–356. ISSN 0015-1874.
- Harrison, Lowell H. Kleber, John E. , 编. . Associate editors: Thomas D. Clark（英语：Thomas D. Clark）, Lowell H. Harrison, and James C. Klotter. Lexington, Kentucky: The University Press of Kentucky. 1992. ISBN 0-8131-1772-0.
- Hopkins, James F. . Lowell Hayes Harrison  (编). . Lexington, Kentucky: The University Press of Kentucky. 2004. ISBN 0-8131-2326-7.
- . National Governors Association.   [March 9, 2007]. （原始内容存档于2016-09-14）.
- Powell, Robert A. . Danville, Kentucky: Bluegrass Printing Company. 1976. OCLC 2690774.
- Rothbard, Murray N. . Ludwig von Mises Institute. 2007  [July 6, 2010]. ISBN 978-1-933550-08-4. （原始内容存档于2022-05-08）.
- Smith, Zachary F. . John P. Morton & Company. 1904.

## 延伸阅读
- Allen, William B. . Bradley & Gilbert. 1872: 84–85  [November 10, 2008]. ISBN 9780608434209. （原始内容存档于2019-12-22）.
- Brown, Orlando. . The Register of the Kentucky Historical Society. July 1951, 49 (3): 202–212.